# بولينيا
بلدية بولينا (بالكاتالانية: Polinyà) هي إحدى بلديات مقاطعة برشلونة, والتي تقع في منطقة كاتالونيا، شرق إسبانيا.
يبلغ عدد سكانها 7.105 نسمة وفقاً لإحصائية سنة (2007).